# Northern Football League
Northern Football League je fotbalová liga v severovýchodní Anglii. Byla založena v roce 1889, což z ní dělá druhou nejstarší stále existující fotbalovou ligu. Jde o devátou a desátou úroveň. Hraje ji 42 týmů.

## Současné kluby

### Division One
| Klub                  | Stadion                            |
| --------------------- | ---------------------------------- |
| Birtley Town          | Birtley Sports Complex             |
| Bishop Auckland       | Heritage Park                      |
| Boro Rangers          | Trinity College, Middlesbrough     |
| Carlisle City         | Gillford Park                      |
| Crook Town            | The Sir Tom Cowie Millfield Ground |
| Guisborough Town      | King George V Ground               |
| Heaton Stannington    | Grounsell Park                     |
| Newcastle Benfield    | Sam Smith's Park                   |
| North Shields         | Daren Persson Stadium              |
| Northallerton Town    | Calvert Stadium                    |
| Penrith               | Frenchfields Stadium               |
| Redcar Athletic       | Green Lane                         |
| Seaham Red Star       | Seaham Town Park                   |
| Shildon               | Dean Street                        |
| Sunderland RCA        | Meadow Park                        |
| Tow Law Town          | Ironworks Road                     |
| West Allotment Celtic | East Palmersville Sports Pavilion  |
| West Auckland Town    | The Wanted Metal Stadium           |
| Whickham              | The Glebe Sports Ground            |
| Whitley Bay           | Hillheads Park                     |

### Division Two
| Klub                     | Stadion                       |
| ------------------------ | ----------------------------- |
| Bedlington Terriers      | Dr Pit Welfare Park           |
| Billingham Synthonia     | Broughton Road                |
| Billingham Town          | Bedford Terrace               |
| Blyth Town               | Gateway Park                  |
| Boldon CA                | Boldon Colliery Welfare       |
| Grangetown Boys Club FC  | B&W Lifting Ltd Stadium       |
| Chester-le-Street Town   | Moor Park                     |
| Chester-le-Street United | Riverside Sports Complex      |
| Easington Colliery       | Welfare Ground (Easington)    |
| Esh Winning              | West Terrace                  |
| FC Hartlepool            | Grayfields Enclosure          |
| Horden CW                | Horden Recreation Ground      |
| Jarrow                   | Perth Green CA                |
| Newcastle Blue Star      | Scotswood Sports Centre       |
| Newcastle University     | Kimberley Park (Prudhoe)+     |
| Prudhoe Youth Club       | Kimberley Park                |
| Redcar Town              | The Vibrant Doors Stadium     |
| Ryton & Crawcrook Albion | Kingsley Park                 |
| Sunderland West End      | Ford Quarry                   |
| Thornaby                 | Teesdale Park                 |
| Washington               | Northern Area Football Fields |
| Yarm & Eaglescliffe      | Bedford Terrace (Billingham)+ |